# Battaglia di Nesbit Moor
La battaglia di Nesbit Moor fu uno scontro delle guerre d'indipendenza scozzesi combattuto nell'agosto del 1355 presso la località di Nesbit Moor, in Scozia, tra le truppe scozzesi e quelle inglesi.

## Antefatto
Le ostilità tra Scozia e Inghilterra si riaprirono nei primi mesi del 1355, a seguito della fine della tregua seguita al rilascio di Davide II di Scozia dalla cattività inglese. Gli inglesi decisero di razziare preventivamente la Scozia e di bruciare le terre di Patrick V, conte di March.

## Il raid di Norham
Il conte di March, come vendetta per le azioni compiute dagli inglesi sulle sue terre, assieme a William, signore di Douglas, coi rispettivi contingenti di uomini e sostenuto da 60 cavalieri francesi, marciò verso le Merse nel mese di agosto. Douglas inviò sir William Ramsay di Dalhousie a compiere un raid attorno al castello di Norham, comandato da Sir Thomas Grey.
Ramsay chiese a Grey una battaglia in campo aperto fuori dalle mura del castello ma il comandante inglese, sospettoso del comportamento del nemico, fece esplorare l'area da alcuni suoi esploratori. Gli uomini di Ramsay avevano messo a ferro e fuoco il villaggio locale prendendo con sé tutti gli animali trovati. Gli esploratori tornarono al castello senza riportare nulla di strano. Di fronte a quanto compiuto da Ramsay, Grey e Lord Dacre guidarono una forza a inseguire gli scozzesi nella speranza di recuperare i beni sottratti al villaggio.

## La battaglia
March e Douglas nel frattempo si erano nascosti tra i boschi a sud di Duns. Ramsay aveva abbandonato i suoi viveri e gran parte dei suoi uomini al castello, sicuro di fare ritorno entro breve e cadde invece diretto nella trappola tesagli dai suoi nemici. Il grosso delle forze di Douglas e March tagliarono la ritirata a Grey ed ai suoi e pertanto quest'ultimo si trovò costretto a dar battaglia. Gli inglesi parevano meglio preparati, ma la superiorità numerica degli scozzesi risultò alla fine vincitrice; gli scozzesi fecero diversi prigionieri illustri tra cui lord Dacre, lord Grey e suo figlio sir Thomas Grey, perdendo pochi uomini nello scontro, ad eccezione di John Haliburton di Dirleton.

## Conseguenze
I prigionieri inglesi di peso vennero portati altrove, mentre i soldati inglesi catturati vennero affidati al comandante dei cavalieri francesi che li fece massacrare per vendicare la morte di suo padre, defunto a suo tempo per mano degli inglesi. L'incidente diede localmente il nome a una collina dove si ritiene sia avvenuto il fatto, che per l'appunto prende il nome di "Slaughter Hill" ("Collina del massacro"). La guarnigione di Berwick avendo avuto notizia di quanto accaduto, si aspettava di essere il successivo obbiettivo degli scozzesi. March, Douglas e Thomas Stewart, II conte di Angus contrattaccarono e posero assedio a Berwick. Incapaci di conquistarne il castello, March ordinò di massacrare i civili inglesi nel villaggio locale e di raderlo al suolo. Gli scozzesi si ritirarono di fronte alla notizia che si stava avvicinando un grande esercito al comando di Edoardo III d'Inghilterra, procedendo quindi in Scozia verso il Lothian.